# اوسپیا
اوسپیا (نام علمی: Ocepeia) نام یک سرده از نزدیک‌به‌سم‌داران است. اوسپیا دو گونه دارد به نام‌های اوسپیای دعوی و اوسپیای بزرگ.